# کابینه تمام سلام
با انحلال کابینه نجیب میقاتی این‌بار این تمام سلام بود که در صحبت با رئیس‌جمهور لبنان، میشل سلیمان مأمور تشکیل کابینه شد. از نظر گرایش‌های سیاسی، تمام سلام گرایش به سمت ائتلاف ائتلاف ۱۴ مارس داشت. با این حال تلاش‌های اولیه او برای تشکیل کابینه موفق نشد و این فرایند چندین ماه طول کشید تا اینکه نهایتاً با ایجاد وحدت بین گروه‌های مختلف موفق به تشکیل کابینه جدید در این کشور می‌شود. تمام سلام کابینه خود را به سه گروه تقسیم کرد و از روش ۸-۸-۸ استفاده کرد که مطابق آن هشت عضو کابینه از گرایش سعد حریری بودند و هشت عضو دیگر از حامیان حزب‌الله؛ در این بین هشت عضو باقی‌مانده از میان افراد بی‌طرف انتخاب شدند.